# My Life (Mary J. Blige)
My Life è il secondo album della cantante statunitense Mary J. Blige pubblicato nel 1994. L'album si avvale ancora della produzione di Puff Daddy.
L'album è stato tre volte disco di platino e la rivista Rolling Stone lo ha inserito nella lista dei 500 miglior album di tutti i tempi.
Nella traccia K. Murray Interlude, originariamente era prevista le presenza di The Notorious B.I.G., ma il suo contributo fu tolto a causa del contenuto del testo da lui scritto, che avrebbe costretto la Uptown Records a pubblicare l'album con l'adesivo del Parental Advisory per il linguaggio esplicito. B.I.G. fu sostituito dal rapper Keith Murray, mentre il testo originale di Notorious B.I.G. sarebbe stato pubblicato nella controversa Who Shot Ya? nel 1995.

## Tracce
1. Intro – 1:04
2. Mary Jane (All Night Long) – 4:39
3. You Bring Me Joy – 4:13
4. Marvin Interlude – 0:36
5. I'm The Only Woman – 4:30
6. K. Murray Interlude – 0:22
7. My Life – 4:17
8. You Gotta Believe – 5:02
9. I Never Wanna Live Without You – 6:17
10. I'm Going Down – 3:42
11. My Life Interlude – 1:15
12. Be With You – 4:26
13. Mary's Joint – 5:02
14. Don't Go – 4:59
15. I Love You – 4:31
16. No One Else – 4:14
17. Be Happy – 5:49
18. (You Make Me Feel Like A) Natural Woman – 2:56